# Dollar-Münze (Vereinigte Staaten)

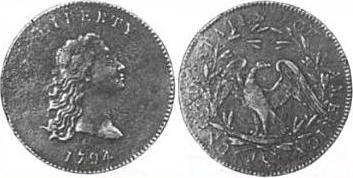
Flowing-Hair-Dollar von 1794

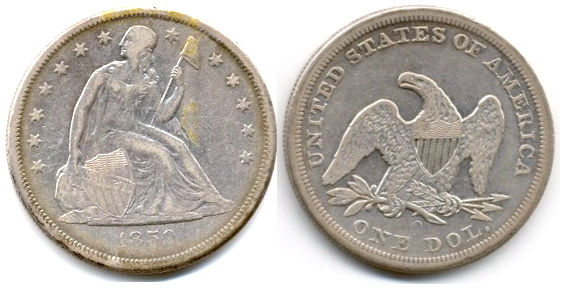
Seated-Liberty-Dollar von 1859

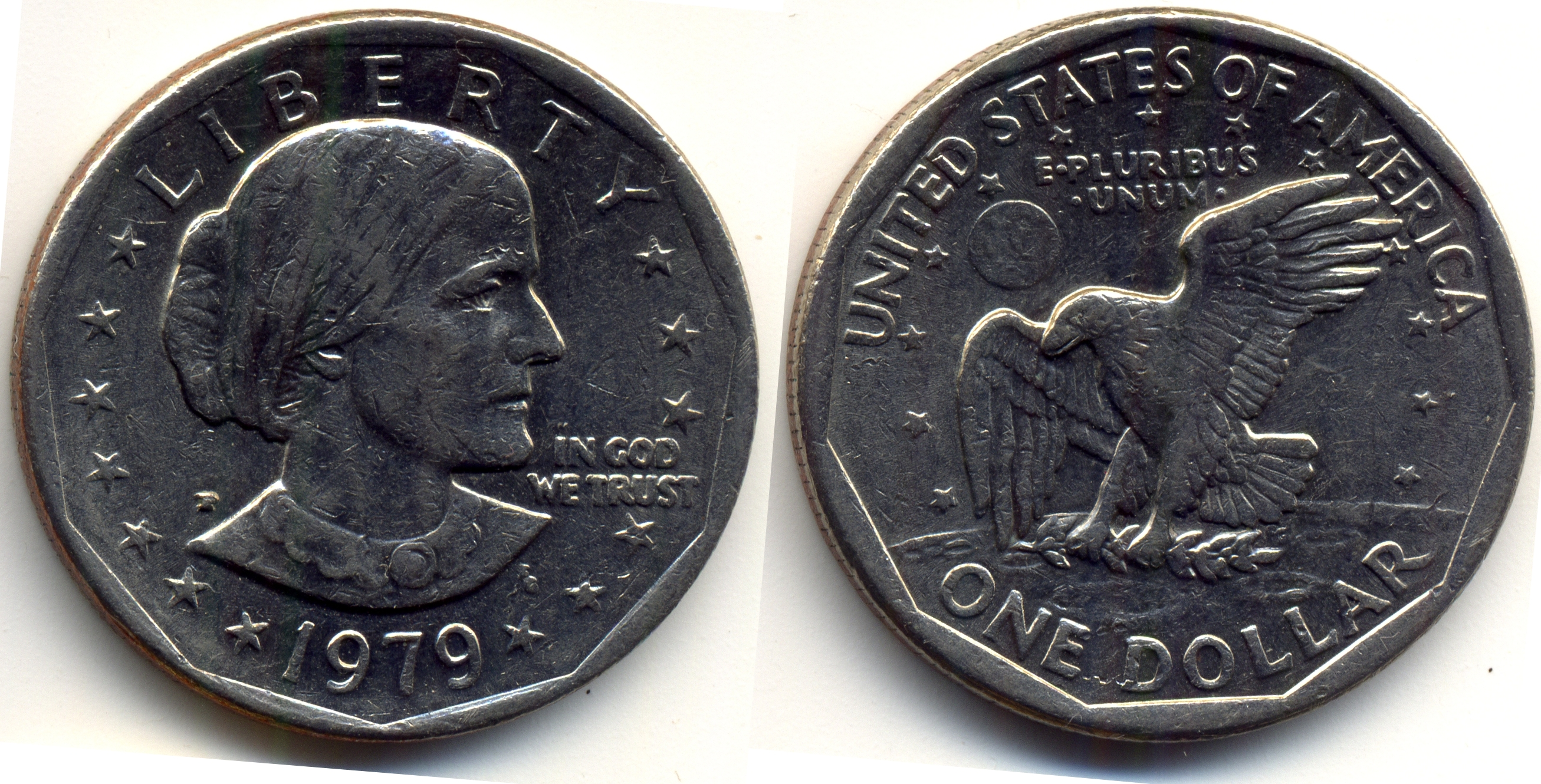
Susan-B.-Anthony-Dollar von 1979

Die Dollar-Münze (englisch dollar coin) ist eine Münze der Vereinigten Staaten im Wert von einem US-Dollar. Im täglichen Zahlungsverkehr wird sie nur selten verwendet, der 1-Dollar-Schein ist das gängigere Zahlungsmittel.

## Geschichte
Im Jahre 1785 wurde der „Dollar“ als neue Währung der USA eingesetzt; 1787 wurden die ersten Münzen emittiert. Das amerikanische Münzgesetz vom 2. April 1792 (Coinage Act of 1792) erklärte den „spanischen Dollar oder Peso“ mit einem Silberfeingewicht von 371,25 grains oder umgerechnet 24,056 g zur Hauptwährungseinheit. Die ersten in den Vereinigten Staaten selbst geprägten Dollar-Münzen waren die sogenannten Flowing Hair Dollars, sie zeigten das Profil von Miss Liberty mit wehendem Haar. 2013 wurde eine solche Münze für 10 Millionen US-Dollar ersteigert, der höchste bis dahin gezahlte Betrag für eine Münze überhaupt.
Folgende reguläre Dollar-Münzen wurden seit 1794 geprägt:
- Flowing Hair (1794–1795)
- Draped Bust (1795–1804)
- 1804 Silber (1804)
- Gobrecht (1836–1839)
- Seated Liberty (1836–1873)
- Gold (1849–1889)
- Trade (1873–1885)
- Morgan (1878–1904; 1921)
- Peace (1921–1935)
- Eisenhower (1971–1978)
- Anthony (1979–1981; 1999)
- Sacagawea (2000–)
- Präsidenten (2007–2016)
- American Innovation (2018 bis voraussichtlich 2032)

## Der Dollar im Umlauf

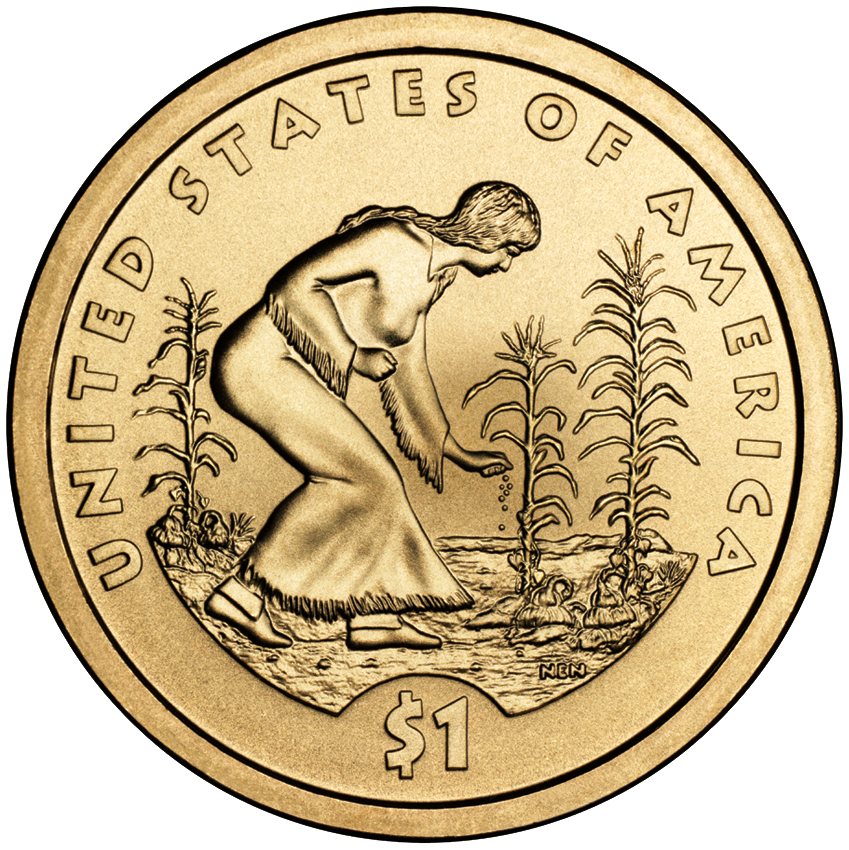
Native American $1 Coin des Ausgabejahres 2009

Derzeit sind zwei verschiedene 1-Dollar-Münz-Serien in Produktion. Zum einen ist es der Sacagawea-Dollar, der erstmals im Jahr 2000 ausgegeben wurde und seit 2009 spezielle, jährlich wechselnde Motive zu Ehren der amerikanischen Ureinwohner trägt („Native American $1 Coin“); zum anderen ist es die American-Innovation-Dollar-Serie, die im Jahr 2018 begonnen wurde und voraussichtlich im Jahr 2032 abgeschlossen wird. Diese beiden 1-Dollar-Münz-Serien, wie auch die von 2007 bis 2016 herausgegebene Präsidentendollar-Serie, sind goldfarbig. Dies kommt durch eine spezielle Mischung aus verschiedenen Metallen zustande, obwohl hier kein Gold enthalten ist. Diese Münzen haben die gleiche „elektromagnetische Signatur“ wie der vorangegangene Susan-B.-Anthony-Dollar (SBA-Dollar), der silberfarben war. Diese Münze wies in Bezug auf Farbe und Größe eine große Ähnlichkeit zum Quarter auf, was oft zu Verwechslungen führte. Da diese Münze eher unpopulär war, blieb der 1-Dollar-Schein das gängigere Zahlungsmittel. 1980 wurde die Prägung dieser Münze eingestellt, jedoch folgten in den Jahren 1981 und 1999 Sonderprägungen. Diese Münze ist heutzutage zwar selten im Umlauf, gilt aber weiterhin als Zahlungsmittel.

## Technische Daten
Der Eisenhower-Dollar besteht aus zwei Schichten Kupfernickel (75 % Cu, 25 % Ni) und dazwischen eine Schicht reines Kupfer. Die Kupferschicht ist als rote Linie am Rand sichtbar. Mit einem Durchmesser von 38,1 mm und einem Gewicht von 22,68 g war die Münze eher unhandlich und wurde im täglichen Zahlungsverkehr wenig verwendet.
1979 wurde sie durch den kleineren Susan-B.-Anthony-Dollar ersetzt, der aus zwei Schichten Kupfernickel (75 % Cu, 25 % Ni) und dazwischen einer Schicht reinem Kupfer besteht. Die Kupferschicht ist ebenfalls als rote Linie am Rand sichtbar. Sie hat einen Durchmesser von 26,5 mm, eine Dicke von 2,0 mm und wiegt 8,1 g. Der Rand ist geriffelt.
Der Sacagawea-Dollar, der Präsidentendollar und der American Innovation Dollar bestehen aus einem Kupferkern und einer Beschichtung aus einer Mangan-Messing-Legierung. Diese Legierung verleiht neuen Münzen einen goldenen Glanz, neigt aber zum Anlaufen. Die Gewichtsanteile (bezogen auf die ganze Münze) betragen 88,5 % Kupfer, 6 % Zink, 3,5 % Mangan und 2 % Nickel. Die Münzen sind 8,1 Gramm schwer bei einem Durchmesser von 26,5 Millimeter und einer Dicke von 2 Millimeter. Für Münzautomaten sind sie identisch mit dem Susan-B.-Anthony-Dollar.

## Anlagemünzen
Der Silver Eagle ist eine im Nominalwert von einem US-Dollar herausgegebene Silbermünze. Der Silver Eagle zählt zu den Anlagemünzen und wird im täglichen Zahlungsverkehr nicht verwendet. Er ist die größte und schwerste Silbermünze der USA. Der erste Silver Eagle wurde 1986 aufgelegt, bis heute erscheinen jährlich neue Ausgaben. Bei seinem Erscheinen war der Silver Eagle die erste reine Silbermünze der Vereinigten Staaten.